# Shpëtim Hasani
Shpëtim Hasani (Gnjilane, 10 agosto 1982) è un ex calciatore kosovaro, di ruolo attaccante.

## Biografia
È nato a Gjilan, nell'allora provincia autonoma jugoslava del Kosovo.

## Carriera

### Club
Ha giocato nella prima divisione svedese, in quella polacca ed in quella turca.

### Nazionale
Il 5 marzo 2014 prende parte alla gara d'esordio internazionale della nazionale kosovara, giocando la partita pareggiata per 0-0 contro Haiti.